# LaBreu Edicions

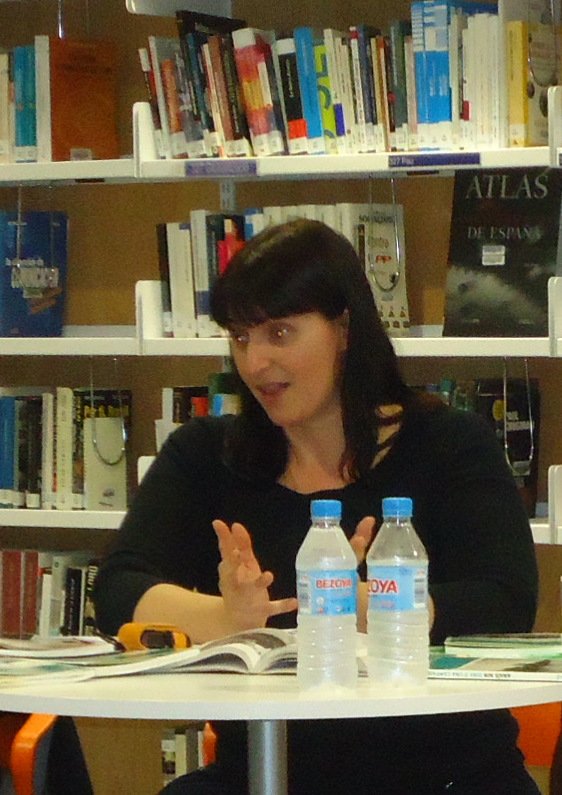
Esther Andorrà, editora de LaBreu Edicions

LaBreu Edicions és una editorial catalana nascuda a Cornellà de Llobregat l'any 2004 de la mà dels editors Marc Romera i Ester Andorrà.
Van començar la trajectòria editorial amb la publicació del llibre Sant Jordi XP, una paròdia de la llegenda catalana. L'equip seria completat amb Miquel Adam el 2007, any en què es constituïren oficialment com a editorial i associació cultural sense ànim de lucre, qui després de la seva marxa seria substituït per Ignasi Pàmies des de 2012. El 2020 s'incorporà l'editora Teresa Florit.
L'editorial compta amb quatre col·leccions: Alabatre, nascuda el 2006 publica poesia catalana i traduccions bilingües, al seu catàleg hi ha més de 120 títols, tant de noves veus, com d'autors oblidats, així com clàssics imprescindibles actualitzats o publicats per primer cop en llengua catalana. Alguns dels autors publicats en aquesta col·lecció són Jaume C. Pons Alorda, Josep Pedrals, Francesc Garriga, T.S. Eliot Paul Verlaine Patti Smith, Guillaume Apollinaire, Paul Celan, Anna Gual, Laia Llobera, Míriam Cano, Mireia Calafell, Antònia Vicens. Les col·leccions Cicuta i La intrusa s'especialitzen en la narrativa, la primera dedicada a autors en llengua catalana, on s'han publicat obres de Jordi Nopca, Joan Todó, Jordi Cussà, Joan Jordi Miralles, Susanna Rafart, Antònia Carré-Pons, Maica Rafecas, Sebastià Portell, Joan Vigó, Màrius Sampere, Max Besora... mentre la segona tradueix al català autors estrangers, treball del qual se'n destaca la recuperació de l'obra de l'autor rus Serguei Dovlàtov, altres autors publicats a la col·lecció La intrusa són Anaïs Nin, Emmanuel Carrère, Denise Desautels, Michel Bernard, Richard Brautigan, Marguerite Duras, Francis Scott Fitzgerald... Finalment, la col·lecció Banda Ampla s'ocupa de recollir veus i temàtiques en un calaix de sastre molt variat, on hi trobareu Tina Vallès, Rasoir Electrique, Mazoni i miscel·lànies de diversos materials de Paperdevidre.